# Parelaptus kunckeli
Parelaptus kunckeli là một loài bọ cánh cứng trong họ Cerambycidae.